# Selección de fútbol sub-20 de los Estados Unidos
La selección de fútbol sub-20 de los Estados Unidos (en inglés: United States men's national under-20 soccer team) es el equipo que representa al país en las competiciones oficiales en la categoría sub-20. Está controlada por la Federación de Fútbol de los Estados Unidos (en inglés: United States Soccer Federation). Participa regularmente en el Campeonato Sub-20 de la Concacaf y en la Copa Mundial de Fútbol Sub-20.
Terminó en el cuarto puesto en el mundial de Arabia Saudita 1989, siendo el mejor resultado conseguido por la selección juvenil hasta el momento. Conquistó el Campeonato Sub-20 de la Concacaf en dos ocasiones en 2017 y 2018.

## Estadísticas

### Campeonato Sub-20 de la Concacaf
| Edición                            | Resultado         | PJ                | PG                | PE                | PP                | GF                | GC                |
| ---------------------------------- | ----------------- | ----------------- | ----------------- | ----------------- | ----------------- | ----------------- | ----------------- |
| Panamá 1962                        | Sin participación | Sin participación | Sin participación | Sin participación | Sin participación | Sin participación | Sin participación |
| Guatemala 1964                     | Primera fase      | 4                 | 0                 | 2                 | 2                 | 4                 | 8                 |
| Cuba 1970                          | Sin participación | Sin participación | Sin participación | Sin participación | Sin participación | Sin participación | Sin participación |
| México 1973                        | Sin participación | Sin participación | Sin participación | Sin participación | Sin participación | Sin participación | Sin participación |
| Canadá 1974                        | Segunda fase      | 4                 | 2                 | 2                 | 0                 | 5                 | 3                 |
| Puerto Rico 1976                   | Tercer lugar      | 7                 | 5                 | 0                 | 2                 | 19                | 10                |
| Honduras 1978                      | Segunda Ronda     | 5                 | 2                 | 1                 | 2                 | 7                 | 4                 |
| Estados Unidos 1980                | Subcampeón        | 7                 | 5                 | 1                 | 1                 | 15                | 4                 |
| Guatemala 1982                     | Subcampeón        | 7                 | 4                 | 2                 | 1                 | 14                | 5                 |
| Trinidad y Tobago 1984             | Cuarto lugar      | 8                 | 3                 | 2                 | 3                 | 11                | 8                 |
| Trinidad y Tobago 1986             | Subcampeón        | 7                 | 3                 | 2                 | 2                 | 10                | 3                 |
| Guatemala 1988                     | Tercer lugar      | 7                 | 4                 | 0                 | 3                 | 11                | 9                 |
| Guatemala 1990                     | Tercer lugar      | 5                 | 3                 | 0                 | 2                 | 10                | 5                 |
| Canadá 1992                        | Subcampeón        | 6                 | 5                 | 0                 | 1                 | 15                | 4                 |
| Honduras 1994                      | Primera fase      | 3                 | 2                 | 0                 | 1                 | 9                 | 4                 |
| México 1996                        | Tercer lugar      | 5                 | 2                 | 1                 | 2                 | 7                 | 5                 |
| Trinidad y Tobago & Guatemala 1998 | Clasificado       | 3                 | 2                 | 1                 | 0                 | 12                | 3                 |
| Canadá & Trinidad y Tobago 2001    | Clasificado       | 3                 | 2                 | 1                 | 0                 | 11                | 2                 |
| Panamá & Estados Unidos 2003       | Clasificado       | 3                 | 2                 | 0                 | 1                 | 5                 | 3                 |
| Estados Unidos & Honduras 2005     | Clasificado       | 3                 | 3                 | 0                 | 0                 | 10                | 1                 |
| Panamá & México 2007               | Clasificado       | 3                 | 2                 | 1                 | 0                 | 9                 | 1                 |
| Trinidad y Tobago 2009             | Subcampeón        | 5                 | 2                 | 2                 | 1                 | 5                 | 3                 |
| Guatemala 2011                     | Cuartos de final  | 3                 | 2                 | 0                 | 1                 | 7                 | 2                 |
| México 2013                        | Subcampeón        | 5                 | 4                 | 0                 | 1                 | 10                | 6                 |
| Jamaica 2015                       | Tercer lugar      | 6                 | 4                 | 1                 | 1                 | 14                | 2                 |
| Costa Rica 2017                    | Campeón           | 6                 | 4                 | 1                 | 1                 | 11                | 4                 |
| Estados Unidos 2018                | Campeón           | 8                 | 8                 | 0                 | 0                 | 46                | 2                 |
| Honduras 2022                      | Campeón           | 7                 | 6                 | 1                 | 0                 | 31                | 2                 |
| México 2024                        | Subcampeón        | 6                 | 5                 | 0                 | 1                 | 18                | 3                 |
| Total                              | 26/29             | 136               | 86                | 21                | 29                | 326               | 106               |

### Copa Mundial de Fútbol Sub-20
| Edición                     | Resultado        | Posición     | PJ           | PG           | PE           | PP           | GF           | GC           | Dif.         |
| --------------------------- | ---------------- | ------------ | ------------ | ------------ | ------------ | ------------ | ------------ | ------------ | ------------ |
| Túnez 1977                  | No clasificó     | No clasificó | No clasificó | No clasificó | No clasificó | No clasificó | No clasificó | No clasificó | No clasificó |
| Japón 1979                  | No clasificó     | No clasificó | No clasificó | No clasificó | No clasificó | No clasificó | No clasificó | No clasificó | No clasificó |
| Australia 1981              | Fase de grupos   | 15°          | 3            | 0            | 1            | 2            | 1            | 8            | -7           |
| México 1983                 | Fase de grupos   | 11°          | 3            | 1            | 0            | 2            | 3            | 5            | -2           |
| Unión Soviética 1985        | No clasificó     | No clasificó | No clasificó | No clasificó | No clasificó | No clasificó | No clasificó | No clasificó | No clasificó |
| Chile 1987                  | Fase de grupos   | 10°          | 3            | 1            | 0            | 2            | 2            | 3            | -1           |
| Arabia Saudita 1989         | Cuarto lugar     | 4°           | 6            | 2            | 1            | 3            | 7            | 9            | -2           |
| Portugal 1991               | No clasificó     | No clasificó | No clasificó | No clasificó | No clasificó | No clasificó | No clasificó | No clasificó | No clasificó |
| Australia 1993              | Cuartos de final | 8°           | 4            | 1            | 1            | 2            | 8            | 6            | 2            |
| Catar 1995                  | No clasificó     | No clasificó | No clasificó | No clasificó | No clasificó | No clasificó | No clasificó | No clasificó | No clasificó |
| Malasia 1997                | Octavos de final | 15°          | 4            | 1            | 0            | 3            | 2            | 6            | -4           |
| Nigeria 1999                | Octavos de final | 11°          | 4            | 2            | 0            | 2            | 7            | 7            | 0            |
| Argentina 2001              | Octavos de final | 13°          | 4            | 1            | 1            | 2            | 5            | 5            | 0            |
| Emiratos Árabes Unidos 2003 | Cuartos de final | 5°           | 5            | 3            | 0            | 2            | 9            | 6            | 3            |
| Países Bajos 2005           | Octavos de final | 11°          | 4            | 2            | 1            | 1            | 3            | 3            | 0            |
| Canadá 2007                 | Cuartos de final | 7°           | 5            | 3            | 1            | 1            | 12           | 6            | 6            |
| Egipto 2009                 | Fase de grupos   | 18°          | 3            | 1            | 0            | 2            | 4            | 7            | -3           |
| Colombia 2011               | No clasificó     | No clasificó | No clasificó | No clasificó | No clasificó | No clasificó | No clasificó | No clasificó | No clasificó |
| Turquía 2013                | Fase de grupos   | 22°          | 3            | 0            | 1            | 2            | 3            | 9            | -6           |
| Nueva Zelanda 2015          | Cuartos de final | 7°           | 5            | 3            | 1            | 1            | 7            | 4            | 3            |
| Corea del Sur 2017          | Cuartos de final | 6°           | 5            | 2            | 2            | 1            | 12           | 6            | 6            |
| Polonia 2019                | Cuartos de final | 6°           | 5            | 3            | 0            | 2            | 8            | 6            | 2            |
| Argentina 2023              | Cuartos de final | 5°           | 5            | 4            | 0            | 1            | 10           | 2            | 8            |
| 'Chile 2025'                | Clasificado      | Clasificado  | Clasificado  | Clasificado  | Clasificado  | Clasificado  | Clasificado  | Clasificado  | Clasificado  |
| Total                       | 17/23            | 6.º          | 71           | 30           | 10           | 31           | 103          | 98           | +5           |

## Últimos y próximos encuentros
A continuación se detallan los últimos partidos jugados por la selección.
- Actualizado al 24 de marzo de 2025.

| Fecha      | Ciudad       | Local          | Resultado | Visitante      | Competición                     |
| ---------- | ------------ | -------------- | --------- | -------------- | ------------------------------- |
| 26-03-2024 | Rabat        | Marruecos      | 1:0       | Estados Unidos | Partido amistoso                |
| 07-06-2024 | Buenos Aires | Argentina      | 0:1       | Estados Unidos | Partido amistoso                |
| 11-06-2024 | Montevideo   | Uruguay        | 0:1       | Estados Unidos | Partido amistoso                |
| 19-07-2024 | Celaya       | Estados Unidos | 9:0       | Jamaica        | Campeonato Sub-20 Concacaf 2024 |
| 22-07-2024 | Celaya       | Estados Unidos | 4:0       | Cuba           | Campeonato Sub-20 Concacaf 2024 |
| 25-07-2024 | León         | Costa Rica     | 0:1       | Estados Unidos | Campeonato Sub-20 Concacaf 2024 |
| 30-07-2024 | León         | Guatemala      | 0:1       | Estados Unidos | Campeonato Sub-20 Concacaf 2024 |
| 02-08-2024 | León         | Panamá         | 1:2       | Estados Unidos | Campeonato Sub-20 Concacaf 2024 |
| 04-08-2024 | León         | México         | 2:1       | Estados Unidos | Campeonato Sub-20 Concacaf 2024 |
| 12-10-2024 | Santiago     | Chile          | 0:3       | Estados Unidos | Partido amistoso                |
| 15-10-2024 | Macul        | Estados Unidos | 1:2       | Chile          | Partido amistoso                |
| 20-03-2025 | La Nucía     | Marruecos      | 2:2       | Estados Unidos | Partido amistoso                |
| 22-03-2025 | La Nucía     | México         | 0:3       | Estados Unidos | Partido amistoso                |
| 24-03-2025 | La Nucía     | Japón          | 1:1       | Estados Unidos | Partido amistoso                |

## Jugadores

### Última convocatoria
Convocatoria para disputar la Copa Mundial de Fútbol Sub-20 de 2023, que se desarrolló en Argentina del 20 de mayo al 11 de junio de 2023.

## Palmarés
- Campeonato Sub-20 de la Concacaf (3): 2017, 2018, 2022.
- Cuarto lugar en la Copa Mundial de Fútbol Sub-20 (1): 1989.